# Tony Peña
Pour les articles homonymes, voir Tony Peña, Jr. et Tony Peña (baseball, 1982).
Antonio Francisco Peña Padilla, dit Tony Peña (né le 4 juin 1957 à Monte Cristi, République dominicaine) est un ancien receveur étoile des Ligues majeures de baseball. Il est aussi l'ancien gérant des Royals de Kansas City.
Il est l'actuel adjoint au gérant des Yankees de New York Joe Girardi.

## Carrière
Tony Peña a joué 13 saisons dans les majeures, avec les Pirates de Pittsburgh (1980-1986), les Cardinals de Saint-Louis (1987-1989), les Red Sox de Boston (1990-1993), les Indians de Cleveland (1994-1997) et les Astros de Houston (1997).
Il était surtout reconnu pour ses qualités défensives, remportant quatre Gants dorés à la position de receveur, en 1983, 1984 et 1985 dans la Ligue nationale ainsi qu'en 1991 dans la Ligue américaine. Il avait l'habitude d'adopter derrière le marbre une position quelque peu inusitée pour un receveur, avec une jambe étendue vers le côté de la plaque, de manière à aider ses lanceurs à garder leurs tirs bas, dans la zone de prises.
Il fut de plus sélectionné à cinq reprises pour le match des étoiles (1982, 1984, 1985, 1986 et 1989).
En offensive, il a connu ses meilleures saisons chez les Pirates, frappant dans une moyenne de ,296 en 1982 et ,301 en 1983. Son record personnel de points produits fut de 78, lors de la saison 1984.
En séries éliminatoires, il s'est démarqué en 1987 avec les Cards de Saint-Louis, frappant pour ,381 en sept matchs de Série de championnat contre San Francisco et pour ,409 lors des sept parties de la Série mondiale contre les Twins.
Il a aussi pris part à la Série mondiale 1995 dans l'uniforme des Indians.

## Carrière de gérant

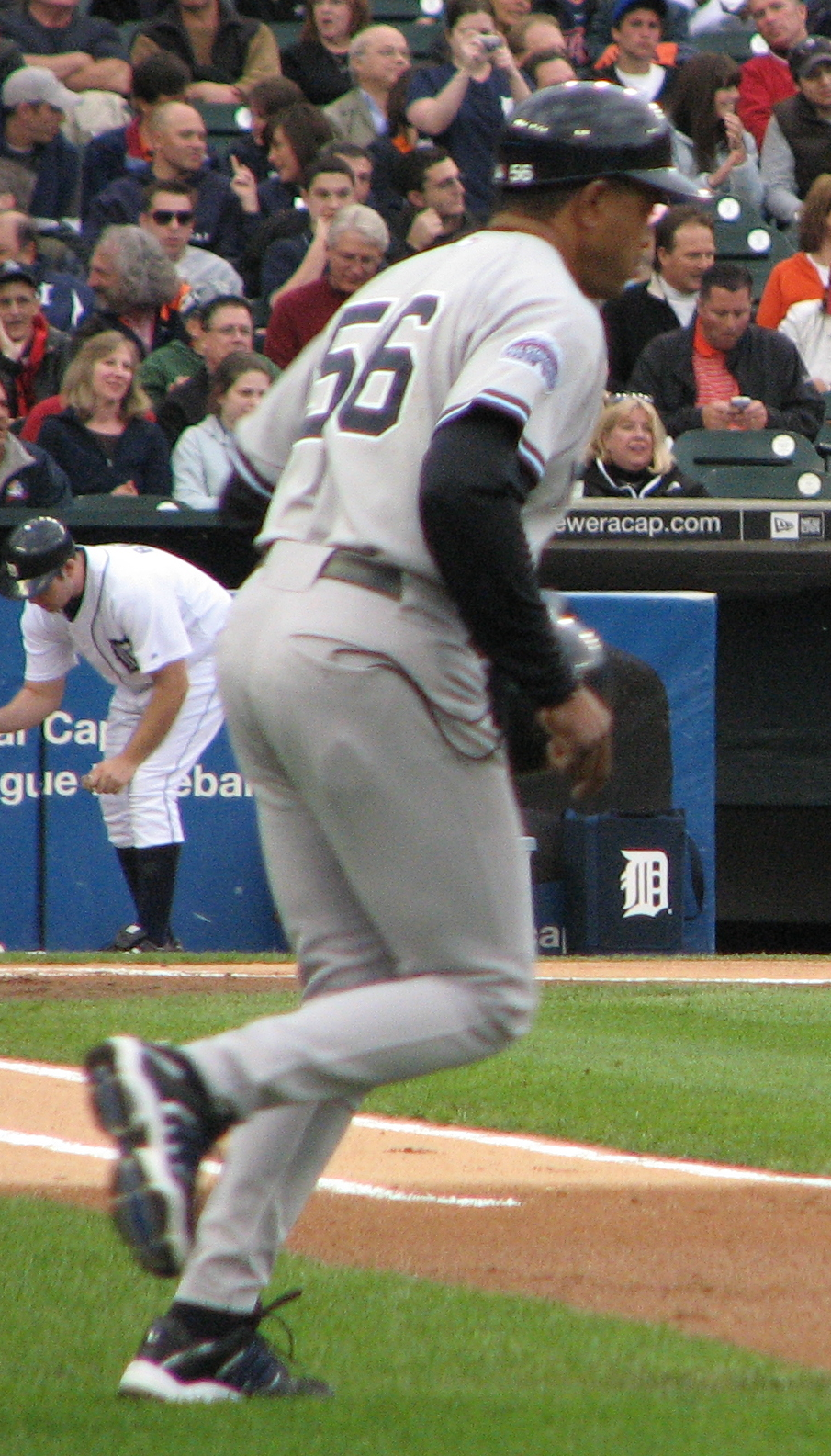
Tony Peña en 2008

Tony Peña a mené l'équipe de Águilas Cibaeñas de la  Ligue dominicaine de baseball hivernal à deux championnats (en 1998 et 2000) ainsi qu'à la victoire dans la Série des Caraïbes en 2001.
Il est en 2002 brièvement l'entraîneur adjoint à Jimy Williams chez les Astros de Houston jusqu'au 15 mai 2002, alors qu'il est nommé gérant des Royals de Kansas City. Il prend la relève de John Mizerock qui avait assuré l'intérim durant 13 parties après le congédiement de Tony Muser. Les Royals terminent avec un dossier de 62-100, pour leur première saison de 100 défaites dans l'histoire de la franchise. La fiche de Peña à la barre des Royals est de 49-77, mais la saison suivante il redresse l'équipe, qui présente une fiche de gagnante de 83-79 et prend la 3e place dans la section Centrale de la Ligue américaine.
Peña sera nommé manager de l'année pour la saison 2003.
En 2004, Kansas City est relégué au dernier rang de sa division avec un rendement de 58-104, le pire dans l'histoire du club. Après que les Royals eurent perdu 25 de leurs 33 premières parties en 2005, Peña remet sa démission.
Le 3 novembre 2005, l'ancien receveur est nommé instructeur au premier but et instructeur des receveurs chez les Yankees de New York, fonctions qu'il occupe de 2006 à 2008. Il est pressenti pour succéder à Joe Torre comme gérant, mais les Yankees lui préfèrent un autre ancien receveur des ligues majeures, Joe Girardi. Pena devient adjoint de celui-ci dès 2009.
À l'automne 2012, il est candidat au poste de gérant des Red Sox de Boston mais ceux-ci choisissent plutôt John Farrell.

## Vie personnelle
Tony Peña est le frère aîné de Ramón Peña, un lanceur qui a joué 8 matchs dans les majeures avec les Tigers de Detroit en 1989. Il est le père de Tony Peña, Jr, joueur d'arrêt-court qui évolue dans les grandes ligues de 2006 à 2009, et de Francisco Peña, un receveur évoluant en ligues mineures.